# 1961 في تونس
فيما يلي قوائم الأحداث التي وقعت خلال عام 1961 في تونس.